# Charmaine Scotty
Charmaine Eraidinomo Scotty – nauruańska polityk. 
Startowała w wyborach parlamentarnych w 2008 oraz w kwietniowych i czerwcowych wyborach z 2010 roku, jednak bezskutecznie. Wystartowała również w wyborach w 2013 roku, w wyniku których dostała się do parlamentu. Jest ministrem zdrowia, spraw wewnętrznych i sprawiedliwości oraz ministrem edukacji.  Jest drugą kobietą w parlamencie Nauru po Ruby Dediyi. Jest mężatką – jej mąż jest kuzynem Ludwiga Scotty'ego, byłego prezydenta Nauru.